# دولني فستونيسي
دولني فستونيسي (بالإنجليزية: Dolni Vestonice) هو موقع أثري من العصر الحجري القديم العلوي بالقرب من قرية Dolní Věstonice في منطقة جنوب مورافيا في جمهورية التشيك، عند قاعدة جبل ديفين، 550 متر (1,800 قدم) . يعود تاريخه إلى حوالي 26000 قبل الحاضر، كما تم قياسه باستخدام التأريخ بالكربون المشع. الموقع فريد من نوعه لأنه كان مصدرًا وفيرًا بشكل خاص للقطع الأثرية التي تعود إلى عصور ما قبل التاريخ (خاصة الفن) التي يعود تاريخها إلى فترة Gravettian، والتي امتدت تقريبًا من 27000 إلى 20000 قبل الميلاد.
بالإضافة إلى وفرة الفنون، يحتوي هذا الموقع أيضًا على تماثيل منحوتة للرجال والنساء والحيوانات، إلى جانب الحلي الشخصية والمدافن البشرية والنقوش المبهمة.

## مقدمة
بعد وقت قصير من بدء أعمال التنقيب في هذا الموقع في عام 1924، أصبحت أهمية دولني فستونيسي جلية. فقد تم العثور على آلاف القطع الأثرية الخزفية، والتي يصور العديد منها حيوانات، مرتبطة بالموقع. تشمل الحيوانات المصبوبة في الطين الأسود ووحيد القرن والماموث. تم تفسير هذه التماثيل على أنها ذات أهمية شعائرية لسكان الموقع القدامى.
إلى جانب هذه القطع الأثرية، عثر على تمثالين يصوران نساء. عثر على أحد التماثيل، المعروفة باسم الزهرة السوداء، على منحدر تل بين عظام الماموث المتفحمة. وآخر يصور امرأة ذات وجه مشوه، تشير التوقعات بعلاقة تمثال الزهرة هذا الأخير بامرأة مدفونة في الموقع، والتي كان لديها تشوه في نفس الجانب من الوجه، إلى وجود صلة بين الاثنين. عثر على الهيكل العظمي لهذه المرأة مدفونًا تحت كتف الماموث، مع جلد ثعلب ومغرة حمراء . يعزى هذا المدفن إلى أهمية هذا المرأة للأشخاص الذين سكنوا هذا الموقع.
وعلى عكس المعتقدات الشائعة المتعلقة بممارسات الصيد للأشخاص الذين يعيشون في العصر البليستوسيني الأعلى، لم يطارد سكان هذا الموقع الماموث بالرماح فقط. هناك طبعات لشباك صيد على الأرضيات الطينية للأكواخ الموجودة في الموقع في السجل الأثري عندما احترقت هياكله، مما أدى إلى تصلب الطين. تشير هذه الطبعات بقوة إلى أن هؤلاء الأشخاص كانوا يستخدمون الشباك لصيد الفرائس الصغيرة بالإضافة إلى صيد الماموث بالرماح. أخيرًا، تبين أن الأصداف التي تم العثور عليها في الموقع جلبت من البحر الأبيض المتوسط، مما يشير إلى أن هؤلاء الأشخاص إما سافروا لجمعها أو كانوا شركاء تجاريين مع مجموعات أخرى قريبة.

## تاريخ

### تنظيم مساحة المعيشة

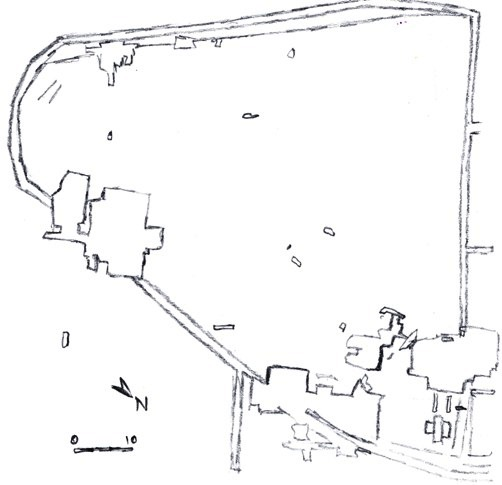
خريطة موقع Dolní Věstonice 1 و 2

دولني فستونيسي هو موقع في الهواء الطلق يقع على طول مجرى مائي. كان سكانها يصطادون الماموث وحيوانات القطيع الأخرى، ثم يحتفظون بعظام الماموث وغيره من عظام الحيوانات التي يمكن استخدامها لبناء حدود تشبه السياج، بحيث تفصل مساحة المعيشة عن الخارج. بهذه الطريقة، يمكن تمييز محيط الموقع بسهولة. في وسط السياج كان هناك موقد كبير وتم تجميع الأكواخ معًا داخل حاجز السياج العظمي.

### تالي العصا
تعرف بعظمة الذئب هي قطعة أثرية من عصور ما قبل التاريخ اكتشفت في عام 1937 أثناء عمليات التنقيب التي قادها كاريل أبسولون. يعود تاريخه إلى أورينياسية، منذ ما يقرب من 30000 عام، وقد تم تمييز العظم بـ 55 علامة يعتقد البعض أنها عصا تالي. تم حفر رأس تمثال من العاج فينوس بالقرب من العظم.

### مخبأ
في موقع معزول على بعد 80 مترًا من المنبع، يوجد مأوى صغير محفور في أحد الجسور. عثر على ما يقارب بـ 2300 تمثال طيني لحيوانات مختلفة في بقايا حطام فرن. معظم التماثيل كانت محطمة، ويتوقع أنه من المحتمل أن يكونوا قد كسروا عمدًا لاداء طقوس دينية، تقول إحدى الفرضيات أن هذه التماثيل لها أهمية سحرية، وقد تم تشكيلها عن قصد من الطين الرطب بحيث تنفجر عند إطلاقها.

### التماثيل النسائية

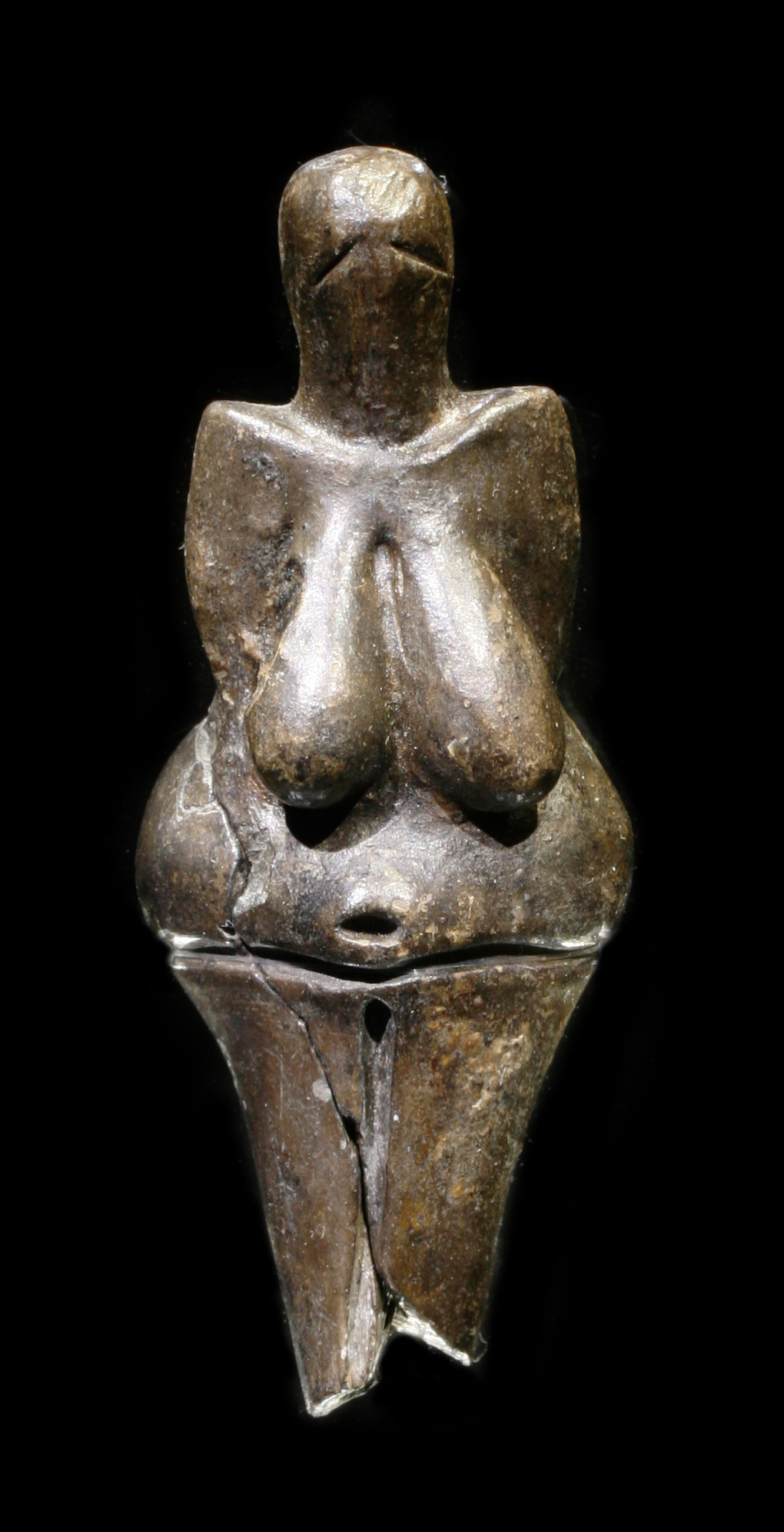
فينوس دولني فوستونيس (صنعت قبل 31000-27000 سنة)

القطع الأثرية في دولني فستونيتسي تشمل كذلك بعض من أقدم الأمثلة لمنحوتات الطين المحروقة، بما في ذلك فينوس دولني فيتونيسي والتي ويعود تاريخها إلى 26000 قبل الحاضر. وهو تمثال مصنوع من الفخار يصور أنثى عارية عريضة الوركين. يشبه هذا التمثال التماثيل الأخرى الموجودة في جميع أنحاء المنطقة في المواقع الأثرية القريبة مثل ولندورف وكهوف Grimaldi (انظر رجل الجريمالدي).
في عام 2004، أظهر التصوير المقطعي للتمثال بصمة لطفل امسك بالتمثال قبل حرقة. تم العثور على غالبية التماثيل الطينية في دلوني فستونيسي حول المخبأ أو حفرة النار المركزية الموجودة داخل الموقع.

### منحوتة لشاب من العاج
اللافت للنظر بشكل خاص هو التمثال الذي يصور ملامح لشخص. غالبية الأشكال المجسمة في هذا الموقع لا تحمل ملامح وجه مميزة، لكن هذا الشكل المنحوت في عاج الماموث يبلغ ارتفاعه حوالي ثلاث بوصات لشاب ذو بنية عظمية ثقيلة، وشعر كثيف طويل يصل إلى كتفيه، وربما آثار لحية. عثر عليه عام 1891م، وكان هناك شكوك حول عمر المنحوتة الحقيقي. حدد تحليل مطياف الجسيمات الذي أجري في مركز تكنولوجيا الفضاء بجامعة كانساس تاريخ السطح المنحوت للعاج بحوالي 26000 عام قبل الحاضر.

### منحوتة لعجوزة من العاج
عثر على منجوتة من العاج على شكل رأس أنثى بالقرب من الأكواخ. والجانب الأيسر من وجه الشخصية مشوه.

### طريقة دفن خاصة
كشف في إحدى المدافن، الواقعة بالقرب من الأكواخ، عن هيكل عظمي لأنثى تبلغ من العمر أكثر من 40 عامًا، تم وضعها بشكل طقوسي تحت زوج من كتف الماموث، أحدهما يتكئ على الآخر. والمثير للدهشة أن الجانب الأيسر من الجمجمة مشوه مثل المنحوتة المذكور أعلاه، مما يشير إلى أن المنحوتة كان تصويرًا مقصودًا لهذا المرأة المدفونة في الموقع.
احتوت العظام والأرض المحيطة بالجسم على آثار لون مغرة حمراء، ونصل رمح بالقرب من الجمجمة، وكانت إحدى يديها ممسكة بجسد ثعلب. تشير هذه الأدلة إلى أن هذا كان موقع دفن الشامان. هذا هو أقدم موقع ليس فقط للتماثيل الخزفية والصور الفنية، ولكن أيضًا دليل وجود شامان أنثى.

### مدفن ثلاثة أشخاص
أثناء التنقيب في الموقع في عام 1986، تم اكتشاف مقبرة ثلاثية محفوظة جيدًا، تحتوي رفات لثلاثة رجال. كان يعتقد في البداية أن الهيكل الأوسط لأنثى، لكن أدلة الحمض النووي الحديثة أثبتت أن الهيكل كان لذكر. عثر على الهياكل ملقاة في وضع طولي ممتد، مغطاة بقطع جذوع شجرة التنوب المحترقة. وُضِع الجسد الموجود في المنتصف أولاً، مغطى جزئياً بالاثنين الآخرين. كان الاثنان الآخران في وضعين مختلفين. وجه أحدهما للأسفل والآخر على جنبه ويده ممتده لمنطقة العانة للأوسط. كانت رؤوس الثلاثة مغطاة بالمغرة الحمراء، والهيكل الأوسط يحتوي أيضًا على مغرة حمراء حول عانته. يتوقع أن جميع الأفراد الثلاثة مرتبطون على أساس ثلاث سمات نادرة: الغياب أحادي الجانب للجيوب الأنفية، والخروج السمعي المحدد، وانحشار ضروس العقل العليا. يُعتقد أن عمر كل فرد يتراوح بين 16 و 25 عامًا وقت الوفاة. يعاني الهيكل الأوسط من أمراض وراثية ينتج عنها الشكل المنحني لساقيه. تم العثور على المغرة الحمراء، وهي صبغة شائعة الاستخدام في الطقوس، فوق حوضه.

### المنسوجات
عثر على بقايا انسجة مطبوعة على الطين. تشير الدلائل من عدة مواقع في جمهورية التشيك إلى أن النساجين في العصر الحجري القديم الأعلى كانوا يستخدمون مجموعة متنوعة من التقنيات التي مكنتهم من إنتاج السلال المضفرة والشباك والقماش المبروم والمنسوج البسيط.

## تفسيرات
عثر على مدفن لامرأة تبلغ من العمر أربعين عامًا تقريبًا في مكان دفن متقن. كان للعناصر المختلفة التي تم العثور عليها مع المرأة تأثير عميق على تفسير التسلسل الهرمي الاجتماعي للأشخاص في الموقع، فضلاً عن الإشارة إلى زيادة عمر هؤلاء السكان. كانت الهياكل مغطاة بالمغرة الحمراء، وهو مركب معروف بأهميته الدينية، مما يشير إلى أن دفن هذه المرأة كان طقوس ديني. أيضًا، فإن تضمين كتف الماموث والثعلب يشير إلى مكانة دفن عالية.
تشريحيا بدأ عمر الإنسان في العصر الحجري القديم الأعلى يطول وغالبًا ما يصل إلى منتصف العمر، وفقًا لمعايير اليوم. تجادل راشيل كاسباري في "الأصول البشرية: تطور الأجداد" ، بأن متوسط العمر المتوقع زاد خلال العصر الحجري القديم الأعلى في أوروبا (Caspari 2011). وتصف أيضًا لماذا كان كبار السن مؤثرين للغاية في مجتمعاتهم. فقد ساعد الأجداد في رعاية الأطفال، وساهموا في نقل الثقافة، وفي تطوير وتعقيد الأدوات الحجرية (Caspari 2011). كانت المرأة التي تم العثور عليها في دولني فستنونيسي تبلغ من العمر ما يكفي لتكون جدة. وعلى الرغم من زيادة عمر الإنسان، إلا أن كبار السن في مجتمعات العصر الحجري القديم الأعلى كانوا لا يزالون نادرون نسبيًا. ولهذا يحتمل أن تكون هذه المرأة قد أوليت بقدر كبير من الأهمية والتوقير لتقدمها في السن، من المحتمل أيضًا أن تكون غير قادرة على الاعتناء بنفسها وتعتمد على مجموعة عائلتها لرعايتها، مما يشير كذلك إلى وجود روابط اجتماعية قوية.
علاوة على ذلك، عثر على تمثال لأنثى في الموقع ويعتقد أنه مرتبط بالمرأة المسنة، بسبب خصائص الوجه المتشابهة بشكل ملحوظ. بسبب التشوهات في الجانب الأيسر من وجهها. الأهمية الخاصة الممنوحة لدفنها، تتشير أنه من الممكن أن تكون شامانًا في هذه الفترة الزمنية، حيث "لم يكن من غير المألوف أن يُعتقد أن الأشخاص ذوي الإعاقة، عقليًا أو جسديًا ، لديهم خوارق غير عادي القوى "(Pringle 2010).
وفي عام 1981، درست باتريشيا رايس عددًا كبيرًا من التماثيل الطينية الأنثوية الموجودة في دولني فستونيسي، والتي يعتقد أنها تمثل الخصوبة في هذا المجتمع. وقد تحدت هذا الافتراض من خلال تحليل جميع التماثيل ووجدت أن "الأنوثة وليس الأمومة هي التي يتم تبجيلها أو تكريمها رمزيا" (رايس 1981: 402). ناقض هذا التفسير الافتراض السائد بأن جميع التماثيل النسائية في عصور ما قبل التاريخ صنعت لتكريم الخصوبة.
وفي الحقيقة ليس لدينا أي فكرة عن سبب انتشار هذه التماثيل ولا عن الغرض منها أو استخدامها.